# Synagoga Beit Szalom w Atenach
Synagoga Beit Szalom w Atenach (z hebr. Dom Pokoju) – synagoga znajdująca się w Atenach, stolicy Grecji, przy ulicy Melidoni 5. Jest największą synagogą w mieście.
Synagoga została zbudowana w 1935 roku z inicjatywy Żydów sefardyjskich. Głównym powodem wzniesienia nowego domu modlitwy była coraz większa liczba członków gminy żydowskiej, których nie mogła pomieścić Stara Synagoga Etz Chaim. W latach 70. XX wieku została gruntownie wyremontowana. Synagoga jest obecnie najczęściej odwiedzanym żydowskim domem modlitwy w mieście. Nabożeństwa odbywają się w niej regularnie we wszystkie szabaty oraz święta.
Murowany budynek synagogi wzniesiono na planie prostokąta w stylu neoklasycystycznym z licznymi elementami charakteryzującymi tradycyjną architekturę grecką. Natomiast jej wnętrze jednak odbiega od tradycyjnych form tej architektury.